# Patern de Vannes
Pour les articles homonymes, voir Saint Paterne.
Saint Patern ou Paterne de Vannes, en gallois Padarn et en latin Paternus est, selon une tradition ancienne, le premier évêque du diocèse de Vannes au Ve siècle, assimilé la plupart du temps à un homonyme gallois du Ceredigion. 

## Présentation
Décédé entre 490 et 511, ce Gallois est considéré comme étant un des Sept saints fondateurs de la Bretagne. Depuis le Moyen Âge, il est vénéré en la ville de Vannes, étape du pèlerinage médiéval des sept saints de Bretagne appelé Tro Breiz (Tour de Bretagne). Selon le calendrier des saints bretons[réf. nécessaire] et l'Église catholique, il est fêté le 15 avril, considéré traditionnellement comme le jour anniversaire de sa mort ; la date du 21 mai correspondant à la translation de ses reliques a été abandonnée,. Ce saint breton est nommé Patern l’Ancien, pour le distinguer de Paterne d’Avranches, évêque d'Avranches dont les vies sont confondues dans le cartulaire de Quimperlé et le bréviaire de Léon. La Vita S. Paterni, publiée par William Jenkins Rees (en) dans son recueil de Vies des saints bretons de la Cambrie (Lives of the Cambro-British Saints) en 1853, le confond également avec le Padarn gallois.
Ce saint est invoqué en cas de grandes sécheresses afin que les pluies reviennent.

## Premier évêque de Vannes
La liste épiscopale du diocèse de Vannes le nomme comme étant le premier évêque de la cité. Vers 465, lors du Concile de Vannes composé de six évêques de la province ecclésiastique de Tours et présidé par le métropolite de Tours, Saint Perpetuus, Patern est consacré évêque de la ville. Cependant la présence d'un concile en cette ville suppose l’existence d’une communauté chrétienne organisée antérieurement et aucune source historique ne permet de l'attester.
Lors du concile de Tours en 461 un certain Mansuetus episcopus Britannorum siège parmi les 8 éveques de la province de ecclésiastique  Arthur de La Borderie suggère qu'il représente à ses côtés les Bretons  implantés dans les environs de  Vannes, c'est-à-dire le futur Broërec.

## Vita Paterni

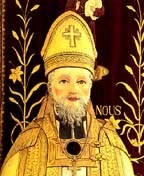
Son buste en la cathédrale de Vannes.

L'histoire de ce saint fondateur de Bretagne est peu connue. La Vita Paterni, hagiographie tardive composée au XIe siècle probablement par un clerc de Vannes ou en Grande-Bretagne, comble certains points d'ombres mais l'historicité des épisodes de la vie de ce saint reste souvent douteuse car ces épisodes se retrouvent dans l'hagiographie tel qu'ils apparaissent dans les coutumes ou dans le folklore. Patern ou Padern est le fils de Petran et Guean (ou Gwen), de parents issus de la noblesse galloise de l'époque. Selon l'hagiographie Vita Peterni, ses parents Gallois se séparent d’un commun accord pour consacrer le reste de leurs jours au service de Dieu. Guean demeura en Armorique pour élever son fils tandis que Petran passa en Irlande où il embrassa la vie monastique. Suivant l’exemple paternel, Patern aurait émigré vers 524, au cours de la seconde vague de l'émigration bretonne en Armorique, et pris l'habit au monastère de Rhuys, avant de rejoindre la Grande-Bretagne, où il fonde plusieurs abbayes dont celle de Llanbadarn Fawr dans l'actuel comté de Ceredigion (Llan-Padern-Vaur - « Grande église de Patern »). D'autres légendes lui prêtent également des rencontres avec plusieurs membres de la Table ronde, la conversion de certains rois d'Irlande, et la consécration épiscopale reçue à Jérusalem. C'est à son retour de la ville sainte qu'il aurait fondé l'évêché de Vannes, grâce au chevalier légendaire de la Table Ronde et premier souverain du Broërec, Caradoc. C'est au titre de premier évêque de Vannes qu'il aurait participé à la rencontre entre les Sept saints fondateurs de la Bretagne. « Pour des raisons obscures, forcé de fuir son évêché face à la vindicte populaire, il se serait réfugié dans un ermitage en territoire franc où il serait mort dans l’oubli, un 15 avril, vers 510 ». Selon l'hagiographie médiévale, sa mort injuste est suivie de calamités (sécheresse, famine). « Le retour de son corps et la construction d’une église dédiée au saint, sur la colline de Boismoreau (l’actuel quartier Saint-Patern), auraient permis de remédier à ce fléau ».
Le décès du saint en pays franc résulte probablement d’une confusion avec saint Paterne d’Avranches dont la Vie latine a été composée par Venance Fortunat († v. 600). Une tradition concurrente veut aussi qu'il soit enterré dans l'île de Bardsey et que ses reliques ont été transférées en divers lieux. Selon Jean Mabillon, l'abbé Daoc, du monastère de Saint-Gildas de Rhuis, aurait fui devant les Normands, transportant de 907 à 919, dans le Berry, les reliques des saints bretons Gildas et Paterne. Une partie des reliques serait revenue à Vannes au XIIe siècle et aurait disparu à la Révolution.

## Autres mentions

### CCCC Ms.199 (XIIe siècle)
En 1137, le copiste Ieuan ap Sulien (frère de Rhygyfarch, évêque de St David) évoquant son père, abbé de Llanbadarn (la paroisse de Patern), dans un poème en vieux gallois, parle des attributs de Saint Patern et en particulier sa crosse, Cyrwen (i.e. : blanc bâton) :
« Très puissante, bien aimée, elle offre protection,
Son saint pouvoir atteignant les frontières des trois continents.
Aucune autre relique n'est comparable à Cyrwen -
Un don fabuleux - La crosse de Patern. »
« Amdinnit trynit trylenn.
Amtrybann teirbann treisguenn.
Amcen creiriou gurth cyrrguenn.
Amdifuys dual bacl patern. »

## Son culte en Bretagne
- Une rue, une école et l'église de Louvigné-de-Bais (Ille-et-Vilaine) portent son nom.
- Une église ainsi qu'une paroisse porte son nom à Vannes.
- Saint Patern aurait donné son nom au hameau Lambader en Plouvorn, une chapelle Notre-Dame s'y trouve[12].
- Des chapelles Saint-Patern existent à Malguénac et à Meslan (Morbihan)
- Une fontaine Saint-Patern se trouve à Séné (Morbihan)
- Des villages portent le nom de Saint-Patern à Plourac'h et à Saint-Agathon (Côtes-d'Armor) et une ancienne chapelle disparue se nommait Saint-Paterne à Motreff (Finistère).
- Une gravure de ce saint a été réalisée en 1928, par Xavier de Langlais  (Langleiz), membre des Seiz breur[13].

## Sources
- Dictionnaire hagiographique de Dom Baudot (1925)
- Grand Larousse encyclopédique
- Dix mille saints (dictionnaire d’hagiographie des Bénédictins de Ramsgate)